# Fallviktsmätning
Fallviktsmätning är en metod där man med en fallviktsdeflektometer (Falling Weight Deflectometer, FWD) mäter bärigheten i vägar och flygfält. En kraftpuls motsvarande hjultrycket på en tung lastbil anbringas på vägen, varefter beläggningens och underliggande lagers rörelser mäts med ett antal sensorer (geofoner eller seismometrar) på olika avstånd från kraftcentrum . 
Mätresultaten kan sedan med hänsyn till bland annat yt- och lufttemperatur analyseras för beslut om eventuell förstärkning av vägkonstruktionen . 
Fallviktsmätning kan även användas för att bedöma om en gata tål att förses med fartgupp. Metoden kan också användas för att mäta hur pass hårdpackad en vägkonstruktion är. Om packningen är otillräcklig, måste konstruktionen packas mer innan de översta beläggningslagren läggs på.